# Rosanna Flamer-Caldera
Rosanna Flamer-Caldera (nacida el 18 de marzo de 1956)[cita requerida] es una activista por los derechos LGBT de Sri Lanka. Vivió en los EE. UU. durante más de una década y, cuando regresó a Sri Lanka, se convirtió en la representante asiática femenina de ILGA y más tarde en su co-secretaria general. Ayudó a fundar el Women's Support Group en 1999 y Equal Ground en 2004. También está relacionada con el ex modelo de Ford y embajador de la sociedad de protección de la vida silvestre y la naturaleza de Sri Lanka, el Dr. Adam Flamer-Caldera.

## Biografía
Rosanna Flamer-Caldera nació en Sri Lanka el 16 de marzo de 1956 y es de ascendencia parcialmente neerlandesa.[cita requerida] Creció en Colombo, Sri Lanka. Flamer-Caldera describe en una entrevista con The Huffington Post que después de salir del armario se mudó de Sri Lanka a San Francisco a la edad de 18 años y que en 1978 asistió a su primer desfile del orgullo gay, liderado por Harvey Milk. Cuando regresó a Sri Lanka, utilizó muchas de las iniciativas que había observado en San Francisco, como vigilias con velas y manifestaciones.

## Carrera profesional y activismo
Durante su estancia en los Estados Unidos, Flamer-Caldera trabajó primero como vendedora de lentes de contacto y más tarde como agente de viajes durante doce años. Entonces Flamer-Caldera regresó a Sri Lanka para pasar más tiempo con sus padres. Se asoció con un golfista de primer nivel y abrió una tienda de golf profesional.
Además de luchar por los derechos LGBTQI, también es activista ambiental, y dirige un club ambiental para niños y otras iniciativas para la protección de la vida silvestre y las selvas. En 2001, Flamer-Caldera se convirtió en la representante femenina de Asia en la junta ejecutiva de ILGA (la Asociación Internacional de Gays y Lesbianas, que ahora es la Asociación Internacional de Lesbianas, Gays, Bisexuales, Trans e Intersexuales). Más adelante fue elegida co-secretaria general en 2003 y reelegida en la conferencia mundial de Ginebra en 2006.
En 2004 Flamer-Caldera fundó Equal Ground, una organización que defiende los derechos LGBTI en Sri Lanka. También fue cofundadora de la organización LBT de Sri Lanka, Women's Support Group, que se estableció en 1999 para brindar apoyo a mujeres lesbianas, bisexuales y transgénero. Además, contribuye como asesora de ONGs para la Fundación Hirschfeld Eddy con sede en Berlín y el Fondo Mundial para la Mujer.

## Reconocimientos
En 2005, Flamer-Caldera recibió el premio Utopia Award por activismo por los derechos LGBT, que es el premio de derechos humanos LGBTI más importante de Asia. También fue votada como Gran Mariscal Internacional del Toronto Pride en 2007 por su contribución a la promoción de los derechos humanos a nivel mundial.